# Olteni, Prahova
Olteni este un sat în comuna Teișani din județul Prahova, Muntenia, România.
Așezarea este atestată documentar în 1815.
La sfârșitul secolului al XIX-lea, satul Olteni era reședința unei comune formate din el și din satele Ștubeiu și Valea Stâlpului, având în total 1200 de locuitori în 1892. În comună funcționau 2 mori pe râul Teleajen și 2 biserici ortodoxe — una în Ștubeiu construită în 1870 pe locul alteia vechi și una în Olteni, datată în 1805. Comuna Olteni a fost desființată în 1968, când a fost inclusă cu toate localitățile ei în comuna Teișani.

## Personalități
- Gheorghe Gomoiu (n.1928), general, demnitar comunist